# Кайвано
Кайвано (італ. Caivano, сиц. Caivanu) — муніципалітет в Італії, у регіоні Кампанія,  метрополійне місто Неаполь.
Кайвано розташоване на відстані близько 185 км на південний схід від Рима, 14 км на північ від Неаполя.
Населення — 37 865 осіб (2014).

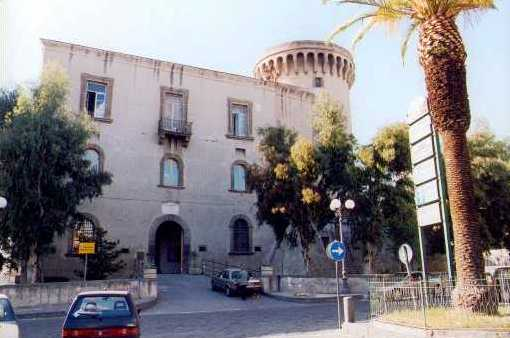

Щорічний фестиваль відбувається другої неділі травня. Покровитель — Maria Santissima di Campiglione.

## Демографія
Населення за роками:

‎Кайвано  був сильно забруднений токсичними відходами місцевих промислових підприємств та завезеними Каморрою. Це одне з  місць так званої Землі пожеж(Terra dei Fuochi). Околиці міста є однією з найзабрудненіших територій в Європі.‎
Станом на 1 січня 2023 року в муніципалітеті офіційно проживало 897 іноземців з 41 країни, серед них 67 громадян країн Євросоюзу та 139 громадян України.

## Сусідні муніципалітети
- Ачерра
- Афрагола
- Кардіто
- Криспано
- Марчанізе
- Орта-ді-Ателла